# Rostov Arena
Rostov Arena je víceúčelový stadion sloužící zejména pro fotbal v Rostovu na Donu. Pojme přibližně 45 000 diváků. Domácí zápasy zde hraje fotbalový klub FK Rostov. Stavba stadionu probíhala v letech 2014 až 2018.
Stadion hostil některé zápasy Mistrovství světa ve fotbale 2018.